# Proteïna fibrosa

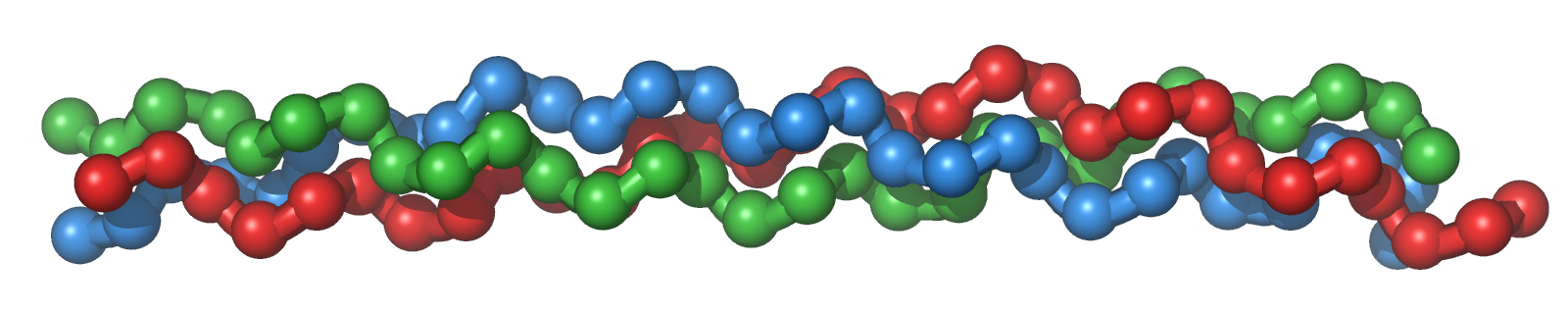
Triple hèlix de tropocol·lagen.

Les proteïnes fibroses, o escleroproteïnes, constitueixen una de les dues classes principals de proteïnes, junt amb les proteïnes globulars.
Són escleroproteïnes la queratina, el col·lagen,l'elastina, i la fibroïna. El paper d'aquest tipus de proteïnes inclou la protecció i el suport, formant teixit connectiu, tendó, matriu d'os, i fibra muscular dels animals.

## Estructura biomolecular
La proteïna fibrosa formen llargs filaments de proteïnes, de forma cilíndrica. Les escleroproteïnes tenen funcions estructurals o d'emmagatzematge. Són típicament inerts i insolubles en aigua. Les escleroproteïnes apareixen en forma d'agregats, ja que tenen grups hidròfobd en la seva superfície.
Les escleroproteïnes no es degraden tan fàcilment com ho fan les proteïnes globulars.